# Le Cours des choses
 (mars 2012).
Si vous disposez d'ouvrages ou d'articles de référence ou si vous connaissez des sites web de qualité traitant du thème abordé ici, merci de compléter l'article en donnant les références utiles à sa vérifiabilité et en les liant à la section « Notes et références ».
Pour plus de détails, voir Fiche technique et Distribution.
Le Cours des choses (Der Lauf der Dinge) est un film expérimental d'artistes suisses réalisé en 1987 par Peter Fischli et David Weiss et sorti en 1988. Film sans dialogue, il a été tourné en 16 mm couleurs et dure 30 minutes.

## Synopsis
Des objets interagissent dans un effet domino qui utilise également des réactions chimiques .Elle sont créer grâce a des matériaux qui irait a la casse . La réaction  en chaine revient toujours au points de départ(la poubelle qui tourne.)
En regardant cette vidéo on se dit que cela ne ce finit jamais. Dans celle ci ,on accélère rien ,on laisse juste le temps de faire marcher le cours des choses.

Le Cours des Choses est un film d'art qui, à l'aide de quelques coupes, dépeint le fonctionnement continu d'une sorte d'engin à la Rube Goldberg. Cet ensemble de dispositifs apparemment improvisés, destinés à générer des flammes, du mouvement, des réactions chimiques, de la mousse, des nuages de brouillard, etc., est installé le long des deux murs extérieurs d'un entrepôt sur une longueur d'environ 30 mètres. Il est déjà en mouvement dès le début du film et se déroule ensuite comme une réaction en chaîne, chaque élément transmettant un mouvement ou une autre impulsion déclenchante au suivant. Plans inclinés, canettes, pneus de voiture, bouteilles en plastique, feux d'artifice, ballons gonflés ou éclatants, et bien d'autres éléments sont utilisés.
L'interconnexion de principes physiques fondamentaux joue un rôle important, notamment l'utilisation de la gravité, de la force centripète, du moment d'inertie, de la troisième loi de Newton et de la loi du levier. Diverses réactions chimiques sont également utilisées pour déclencher l'action suivante. Par exemple, différents liquides sont mélangés, ce qui se dilate en moussant, génère des gaz, dissout la mousse plastique ou prend feu.
En s'interrogeant sans cesse sur la suite des événements, et en retardant certains événements, le spectateur vit une alternance de tensions, de détente, d'anticipation, d'imprévus et d'effets. Chaque fin d'événement est simultanément le début d'un nouveau<.

## Fiche technique
- Titre original : Der Lauf der Dinge
- Titre français : Le Cours des Choses
- Réalisation : Peter Fischli et David Weiss
- Scénario : Peter Fischli et David Weiss
- Pays d'origine :  Suisse
- Format : Couleurs - 16 mm
- Genre : Cinéma expérimental
- Durée : 30 minutes
- Date de sortie : 1988